# Blauet nan de Buru
El blauet nan de Buru (Ceyx cajeli) és una espècie d'ocell de la família dels alcedínids (Alcedinidae) que habita l'illa de Buru, a les Moluques meridionals.